# Vennó
Vennó (en llatí Venno) era un cognom romà que usava la gens Plàucia o Plàutia. Venox podria ser una variant d'aquest cognomen
Personatges rellevants de la família van ser:
- Gai Plauci Vennó Hipseu, cònsol el 347 aC i el 341 aC.
- Luci Plauci Vennó (cònsol 330 aC), cònsol el 330 aC.
- Luci Plauci Vennó (cònsol 318 aC), cònsol el 318 aC.